# أونغيرمانلاند
أونغيرمانلاند ، مقاطعة سويدية تاريخية تقع في الجزء الشمالي من السويد. ويحدها من الشمال مقاطعة لابي وفيستربوتين وخليج بوثنيه وميديلباد وجيمتلاند.
اشتق اسمها من كلمة "anger" والتي تعني «الزقاق البحري العميق» باللغة النوردية القديمة، إشارة إلى نهر آنغيرمان.

## حقائق
- أعلى جبل: Bunkfjället 740 متر
- أكبر بحيرة: Tåsjön
- المتنزهات الوطنية: سكوليسكوغين

الخط الساحلي لخليج بوثنيه، يدعى Höga Kusten، وقد أعلنته منظمة اليونسكو موقعاً من مواقع التراث العالمي. لا تزال الأرض ترتفع بمعدل سنتيمتر واحد سنوياً، وذلك بتأثير مستمر من آخر عصر جليدي الذي انتهى في القرن السابع قبل الميلاد.

## السكان
في 31 كانون الأول (ديسمبر) 2009، بلغ عدد السكان 132689 نسمة، يتوزعون على ثلاث مناطق كما يلي:
| المقاطعة                   | السكان  |
| -------------------------- | ------- |
| جزء من مقاطعة فيسترنورلاند | 119,459 |
| جزء من مقاطعة فيستربوتين   | 9,996   |
| جزء من مقاطعة جيمتلاند     | 3,234   |